# Chiddingstone Causeway
Chiddingstone Causeway – wieś w Anglii, w hrabstwie Kent, w dystrykcie Sevenoaks. Leży 27 km na zachód od miasta Maidstone i 41 km na południowy wschód od centrum Londynu.